# 香港軍事服務団
香港軍事服務団（ホンコンぐんじふくむだん、英語: Hong Kong Military Service Corps, HKMSC、中国語: 香港軍事服務團）は、かつて存在したイギリス陸軍の部隊であり、駐港英軍に所属していた。香港の歴史において、ほぼ全員が現地徴募人員（Locally Enlisted Personnel, LEP）で構成された唯一のイギリス陸軍正規部隊であった。

## 概要

### 歴史
香港籍華人兵士がイギリス陸軍に従軍した歴史は、香港の現地住民が王立工兵隊（Royal Engineers）によって雇用され、兵舎や防衛施設の建設に従事した1880年代にまで遡る。
1930年代，王立砲兵隊も香港において香港籍華人の砲手の徴募を始めた。香港政庁は1941年11月には香港華人連隊（英語: Hong Kong Chinese Regiment、中国語: 香港華人軍団）を設立して最低約800名の香港華人を徴募し、現地採用の歩兵兵営を建設することを初期の目標としたが、日本軍の香港侵攻前夜という情勢下で、46名の新兵しか入営しなかった。
第二次世界大戦において、多くの香港籍華人がイギリス軍と共に香港保衛戦で戦った。香港を守備するイギリス軍戦闘群には、ミドルセックス連隊第1大隊、ロイヤル・スコッツ連隊第2大隊、香港華人連隊が含まれていた。他の戦闘群としては、王立砲兵隊、カナダ軍大隊、インド軍部隊、香港義勇防衛軍があった。多くの香港籍華人が戦死し、あるいは捕虜となった。
香港籍華人は、1942年にビルマで日本軍と戦うためにも積極的に従軍した。その際、彼らはグロスタシャー連隊第1大隊と共に戦った。
1948年1月、第二次世界大戦中の香港の戦いで砲兵や沿岸防衛に従事していた香港籍華人を中心に香港華人陸軍訓練隊（英語: Hong Kong Chinese Training Unit, HKCTU）が結成された。その目的は、駐港英軍を支援するために香港籍華人兵士を募集し、訓練することだった。香港生まれの華人兵士（イギリス属領市民）は、現地徴募人員（Locally Enlisted Personnel，LEP）として軍務に服し、イギリス国王への忠誠を誓い、イギリス陸軍の駐屯地業務軍団（GSC）に入隊してGSCの帽章を着用した。華人陸軍訓練隊の兵士たちは、その後、広東語で「水雷炮兵」や「水牛」という愛称で呼ばれることが多かった。これは、彼らの先輩たちを記念してのことだった。第二次世界大戦前に入隊した兵士は番号HK1802xxxで、戦後に加入した兵士はそれぞれ番号HK1826XXXXおよびHK1827xxxxが付けられた。
1962年、華人陸軍訓練隊は香港軍事服務団（英語: Hong Kong Military Service Corps, HKMSC）へと改編され、これに伴い従来の総務部隊の帽章はドラゴンのエンブレムへと変更された。もともと、このドラゴンの徽章は駐港英軍の師団標識として用いられ、香港に勤務するすべての英陸軍兵士が制服にドラゴンの布製徽章を着用していた。HKMSCはこのドラゴンの徽章を正式に部隊章および部隊旗として採用し、イギリス陸軍GSCの一部門として組織された。

### 英軍内でのキャリア
香港軍事服務団は香港で募集・訓練された香港籍華人兵士に対し、英国正規軍の一員としてのキャリアを築く機会を提供した。これには、General List（HKMSC）における女王委任将校（Queen's Commissioned Officer）への昇進も含まれていた。HKMSCの全隊員は英国正規軍の兵士であったため、退役時には正規軍服務記録簿（Regular Army Service Record Book）が支給された。また、15年間の忠実かつ良好な勤務を果たした者には、長期勤続および善行章（Long Service and Good Conduct Medal, LS&GC）が授与された。さらに、服務団兵士の中には、クイーンズ・ギャラントリー・メダル（Queen's Gallantry Medal, QGM）、大英帝国メダル（British Empire Medal, BEM）、大英帝国勲章メンバー（MBE）、および最優秀英帝国勲章オフィサー（OBE）など、英国の武勇勲章や叙勲制度に基づく栄典を受けた者もいた。
服務団兵士は、国防省を通じてイギリス本国の兵士と同様に所得税を支払っていた。ただし、その税率は「香港」基準の特別なものであった。
香港軍事服務団の本部および訓練施設は、1948年に筲箕湾と柴湾の間に位置する鯉魚門兵営に設置された。その後、1985年に昂船洲へ移転した。本部および訓練施設は、英軍の中佐が司令官として指揮し、英国人の副官（少佐）および香港華人の副官（少佐）が補佐した。さらに、英国人の連隊曹長と香港華人の連隊曹長（どちらも一等准尉）、英国人の連隊補給軍曹と事務室補給軍曹事務監督軍曹（ORQMS）（ともに二等准尉）が配置されていた。新兵の採用、選抜、訓練は、英軍少佐が指揮する訓練中隊が担当し、英陸軍正規軍の新兵訓練カリキュラムを採用していた。新兵訓練教官は当初香港で訓練を受け、その後イギリス本国でも訓練を受けた。訓練中隊は、弾薬小規模倉庫（Ammunition Sub-Depot）警備兵の訓練も担当し、これには宗教上の理由で喫煙を禁じられている香港在住のシク教徒が採用されていた。また、英軍副司令官（Deputy Commander British Forces）にある准将が、「香港軍事服務団准将（Brigadier HKMSC）」という名誉職に就いていた。

### 隊員の活動
香港軍事服務団はその忠誠心と高度な軍事技術で高い評価を維持し、時には香港に駐留するイギリス軍やグルカ兵を凌駕することもあった。射撃チームはイギリスのビズレーで開催される正規陸軍射撃技能競技会（RASAAM, Regular Army Skill at Arms Meeting）において、チームおよび個人ピストル射撃部門で何度も優勝を果たし、1992年には、HQおよびDepot HKMSCを代表する訓練中隊チームが軍事技能競技会「ドラゴンカップ」で優勝した。この大会では、HKMSCチームが通信技術部門でクイーンズ・グルカ・シグナルズを、応急処置部門で英国陸軍病院チームを上回る成績を収めた。しかし、この競技会はその後開催されることはなかった。
香港軍事服務団は最盛期には1,200名の兵力を擁し、香港駐留のイギリス軍に支援要員を提供していた。すべての軍事服務団兵士は香港で基礎訓練を受け、その後、必要に応じてイギリス本国で技能向上や専門職種の訓練課程を受講した。また、軍事服務団の兵士が他の部隊に配属されて勤務する場合は、配属先の部隊の帽章を着用した。
軍事服務団の隊員は、軽歩兵、連隊警察、通訳、事務員として、九龍塘のオズボーン兵営に本部を置く駐屯地業務軍団（GSC）のドラゴン中隊に、将校や運転手としてガンクラブ・ヒル兵営を拠点とする王立輸送軍団（RCT）第29中隊に、乗組員として昂船洲を拠点とする第415海事部隊（Maritime Troop）に、dog handlerとして石崗に駐屯する王立陸軍獣医隊の国防動物支援部隊（DASU）に、officer instructorsとして王立陸軍教育軍団（RAEC）に、officers and clerksとして王立陸軍会計隊（RAPC）に、技術者としてクイーンズ・グルカ・シグナルズ（QGS）の王立陸軍通信隊（R Sigs）に、工兵や武器技術者として王立電気機械工兵隊（REME）に配属された。
軍事服務団で体育訓練指導員（PTI）として訓練を受けた隊員の中には、陸軍体育訓練軍団（APTC）に所属する者もいた。また、医療要員として英国陸軍病院を拠点とする王立陸軍医療軍団（RAMC）に配属された者、憲兵として王立憲兵隊（RMP）に所属する者、ヘリコプター支援要員として石崗飛行場を拠点とする陸軍航空隊（AAC）第660飛行隊に所属する者、コックとして陸軍給養軍団（ACC）に所属する者、武器および軍需物資倉庫管理人（Weapons and Supplies Storekeepers）として王立陸軍軍需品補給部隊（RAOC）に所属する者、情報スタッフとして情報部隊（Intelligence Corps）に所属する者もいた。

### 現代
湾岸戦争中から1990年代初頭にかけて、香港軍事服務団は国際平和維持活動の一環として、キプロス国連平和維持軍（UNFICYP）に将校や兵士を派遣した。隊員は主に運転手や救急隊員として活動に従事した。
1996年、香港返還の前年に、香港軍事服務団は解散された。返還直前には、一部の元兵士たちによって香港退役軍人協会が設立され、その支部はイギリスやカナダにも展開されている。
2006年7月、イギリスは香港で勤務したグルカ兵とその扶養家族全員に対し、完全なイギリス国籍を付与した。しかし、1997年の香港返還時に英国国籍甄選計劃（BNSS）の下、軍部隊での勤務を理由としてイギリス国籍を与えられた香港兵士は、「ポイント制の基準」に基づき、わずか159名にとどまった。
イギリスに居住した元香港籍軍人の中には、Military Local Service Engagement（MLSE）のもとでイギリス陸軍に再入隊し、Military Provost Guard Service（MPGS）に所属する者もいた。また、イギリスの予備役部隊である国防義勇軍（TA）に加入する者もいた。
2012年3月、ピーター・ヴォーベルクとラッセル・バンクス（共にRMP退役軍人）が、元香港でのイギリス軍服務経験者全員に対する英国居住権を求めるキャンペーンを開始した。この運動には、程源基（Rojer Ching、HKMSC RMP香港退役軍人）、ヒュー・マシューズ（RMP退役軍人）、ジョー・リー（Jo Lee、HKMSC-RMP HK退役軍人）、劉勝華（Alain Lau、HKMSC-HK RAVC退役軍人）、ヴィクター・ホー（Victor Ho、RHKR(V)退役軍人）、 袁澄亮（Set Yuen、RMP HKMSC-RMP HK退役軍人）らが支持者として加わった。2019年にはステラ・ソーントン（WRAC Provost RMP退役軍人）も参加したが、同年に程はキャンペーンチームを離脱した。
2012/13年度末、イギリス保守党のアンドリュー・ロシンデル下院議員（ロムフォード選出）が、この居住権キャンペーンを英国議会に持ち込み、2013年4月に「議会支援グループ」を設立した。ロシンデルは、その後10年間の議会活動を通じて政府内で強い支持を集め、元香港籍英軍兵士のために約350の声と票を集めた。このキャンペーンにおいて、ロシンデルはラッセル・バンクスとピーター・ヴォーベルクの支援を受けた。2019年1月31日、ヴォーベルクがバンクスからチームリーダーを引き継ぎ、バンクスは2023年3月29日のキャンペーン終了まで居住権問題のアドバイザーとして活動を続けた。
2019年、英国国防省および英国政府は、香港軍事服務団を正式にイギリス陸軍正規部隊として認識した。これまで、軍事服務団は駐港英軍の現地雇用（LEP）部隊としてのみ扱われてきた。この認識の変更は、居住権キャンペーンで提起された議論の一環として、またそれに関連する証拠が提出されたことによるものであった。
2023年3月29日、イギリス政府は、1997年の香港返還時に英国居住権を与えられなかった元香港籍軍人に対して、居住権が付与されることに合意し、その旨を発表した。この措置は、「元香港軍人の新しい定住ルート（英語: New Settlement Route for former Hong Kong Servicemen）」というタイトルで発表された。

## 基地所在地
- 鯉魚門兵営[2]
- 昂船洲兵営：現在は中国人民解放軍海軍の基地となり、埋め立てにより島ではなくなっている[2]。